# De Witte Juffer
De Witte Juffer is een korenmolen in IJzendijke in de Nederlandse provincie Zeeland. De molen had lange tijd geen naam, maar in 2009 heeft de huidige eigenaar hem De Witte Juffer genoemd.
De molen werd in 1841 als grondzeiler gebouwd. Later is de molen tot stellingmolen verhoogd. De molen kent een aantal Vlaamse kenmerken. In 1931 werd de molen onttakeld waarna in 1965 de molen weer in oude glorie werd hersteld. Later volgden nog enkele restauraties om de maalvaardigheid van de molen te verbeteren. Uniek aan deze molen is de Vlaamse constructie van de kap. De molen is eigendom van de gemeente Sluis en wordt regelmatig in werking gezet door een vrijwillig molenaar.
De roeden van de molen zijn bijna 24 meter lang en zijn voorzien van het Oudhollands hekwerk (op Vlaamse wijze opgehekt) met zeilen. De molen is ingericht met één koppel maalstenen.